# Camfed
Camfed (Campaign for Female Education, ou em português Campanha para a Educação Feminina) é uma organização não governamental internacional dedicada a erradicar pobreza na África através da educação de jovens garotas. A campanha Camfed opera em Zimbabwe, Zâmbia, Gana, Tanzânia e Malawi.

## Organização
• Camfed International, a sede, foi registrada no Reino Unido em 1993

• Camfed Zimbabwe, registrada em 1993 

• Camfed EUA, registrada em 2001 

• Camfed Zambia, registrada em 2002 

• Camfed Gana, registrada em 2002 

• Camfed Tanzania, registrada em 2007 